# Ley del Plan de Rescate Estadounidense de 2021
La Ley del Plan de Rescate Estadounidense de 2021, también llamada paquete de estímulo COVID-19 o plan de Rescate Estadounidense, Ley pública 117–2 (texto) (PDF) es un proyecto de ley de estímulo económico de USD 1.9 billones aprobado por el 117.º Congreso de los Estados Unidos y promulgado por el presidente Joe Biden el 11 de marzo de 2021 para acelerar la recuperación del país de los problemas económicos y de salud generados por los efectos de la pandemia de COVID-19 y la recesión en curso. Propuesto por primera vez el 14 de enero de 2021, el paquete se basa en muchas de las medidas de la Ley CARES de marzo de 2020 y de la Ley de Asignaciones Consolidadas de 2021.
A partir del 2 de febrero de 2021, los demócratas del Senado de los Estados Unidos comenzaron a abrir debates sobre una resolución presupuestaria que les permitiría aprobar el paquete de estímulo a través del proceso de reconciliación que no requeriría el apoyo de los republicanos. La Cámara de Representantes votó 218-212 para aprobar su versión de la resolución presupuestaria. Dos días después de que se aprobara la resolución, comenzó una sesión denominada voto-a-rama, y el Senado introdujo enmiendas en el paquete de ayuda. Al día siguiente, la vicepresidenta Kamala Harris emitió su primer voto de desempate como vicepresidenta para dar la aprobación del Senado para iniciar el proceso de reconciliación, y la Cámara hizo lo mismo votando 219-209 para aceptar la versión del Senado de la resolución.
El 8 de febrero de 2021, los comités de Servicios Financieros y Educación y Trabajo publicaron un borrador de legislación de estímulo de USD 1,9 billones. Una parte del paquete de ayuda fue aprobado por Comité de Formas y Medios de la Cámara el 11 de febrero, preparándolo para una votación en esta última. La legislación también fue aprobada por los comités de Transporte e Infraestructura, Pequeñas Empresas y Asuntos de los Veteranos. El 22 de febrero, el Comité de Presupuesto votó 19 a 16 para avanzar el proyecto de ley a la Cámara para una votación plenaria. El proyecto de ley fue aprobado por la Cámara con una votación de 219 a 212 el 27 de febrero. Todos menos dos demócratas votaron a favor del proyecto de ley y todos los republicanos votaron en contra. Una versión modificada fue aprobada por el Senado el 6 de marzo con una votación de 50 a 49. El proyecto de ley enmendado fue aprobado por la Cámara el 10 de marzo con una votación de 220-211 con un demócrata votando en contra junto a todos los republicanos. El proyecto de ley fue promulgado por el presidente Biden el 11 de marzo de 2021.

## Contexto

### Impacto de la pandemia de COVID-19
A mediados de 2020, Estados Unidos enfrentaba lo que el Buró Nacional de Investigación Económica determinó que era una recesión económica, y para febrero de 2021, 500 000 estadounidenses habían muerto a causa del COVID-19. Más de 29 millones de estadounidenses habían dado positivo por COVID-19 en marzo. Estados Unidos también enfrentó crisis de desalojo, desempleo y hambre desde el comienzo de la pandemia. De 30 a 40 millones de estadounidenses corrían el riesgo de ser desalojados de sus hogares para enero de 2021. El entonces presidente Donald Trump también enfrentó críticas por no tener una estrategia federal para combatir la pandemia, como mandatos de máscaras en todo el país en el transporte, una estrategia de pruebas masivas, pautas de salud, proporcionar equipo de protección de grado médico y tener una estrategia efectiva de distribución de vacunas. El 21 de enero, el día siguiente a la toma de posesión de Joe Biden, advirtió que la cifra de muertos podría superar los 500 000. Según Snopes, Biden heredó una estrategia de distribución de vacunas de Trump, y el experto en enfermedades Anthony Fauci dijo que su administración incorporaría algunos aspectos de esa estrategia de la era Trump en su trabajo en curso.

### Legislación anterior sobre la pandemia de COVID-19
Antes de la aprobación del Plan de Rescate Estadounidense, el entonces presidente Donald Trump promulgó la Ley CARES y la Ley de Asignaciones Consolidadas de 2021 en marzo y diciembre de 2020, respectivamente. Trump expresó previamente su apoyo a los pagos directos de USD 2 000 junto con Joe Biden y varios demócratas. Aunque Trump pidió al Congreso que aprobara un proyecto de ley que aumentara los pagos directos de 600 a 2 000 dólares, el entonces líder de la mayoría del Senado, Mitch McConnell, bloqueó el esfuerzo. Además, la Cámara votó sobre la Ley HEROES en mayo de 2020, que operaría como un paquete de ayuda de USD 3 billones. A pesar de la aprobación en la cámara baja, el Senado liderado por los republicanos no consideró tal proyecto de ley, citando que estaba "muerto al llegar". Antes de las segundas vueltas al Senado en Georgia, Biden dijo que los pagos directos de 2 000 dólares se aprobarían solo si ganaban los candidatos demócratas Jon Ossoff y Raphael Warnock; se informó que la promesa de una legislación integral de alivio de COVID-19 fue un factor en sus eventuales victorias. El 14 de enero, antes de asumir la presidencia, Biden anunció el paquete de estímulo de 1,9 billones de dólares.

## Historia legislativa

### Negociaciones
Diez senadores republicanos anunciaron planes para revelar un paquete de ayuda COVID-19 de aproximadamente USD 600 mil millones como una contrapropuesta al plan delos 19 billones del presidente Joe Biden, destinado a forzar las negociaciones. Los senadores, incluidos Susan Collins, de Maine; Lisa Murkowski, de Alaska; Mitt Romney, de Utah y Rob Portman, de Ohio, le dijeron a Biden en una carta que diseñaron el plan "con el espíritu de bipartidismo y unidad" que el presidente ha instado. Planearon lanzar una propuesta completa el 1 de febrero. El mismo día, la presidenta de la Cámara de Representantes, Nancy Pelosi, y el líder de la mayoría del Senado, Chuck Schumer, presentaron una resolución presupuestaria copatrocinada por Bernie Sanders como un paso para aprobar la legislación sin el apoyo del Partido Republicano. Al día siguiente, Biden se reunió con Schumer y otros demócratas con respecto al paquete de ayuda.
El 7 de febrero, el secretario de Transporte, Pete Buttigieg, y la secretaria del Tesoro, Janet Yellen, expresaron su apoyo al paquete de estímulo. Yellen dijo que la financiación ayudaría a millones de estadounidenses y rechazó las preocupaciones de que el gasto colosal podría causar inflación. También dijo que el paquete de estímulo restauraría el pleno empleo para 2022. El 9 de febrero, Biden se reunió con el director ejecutivo de JP Morgan Chase, Jamie Dimon, y otros directores ejecutivos para discutir el plan de estímulo. Yellen y Kamala Harris participaron en la reunión. El 11 de febrero, Pelosi dijo que esperaba que los legisladores completen la legislación para fines de febrero y que la legislación se convierta en ley el 14 de marzo.
El 16 de febrero, Biden promocionó su plan de estímulo en una visita a Milwaukee, Wisconsin, durante su primer viaje oficial como presidente. Lo promocionó a través de una reunión en el ayuntamiento con la CNN. El 18 de febrero, Yellen pidió importantes controles de estímulo durante una entrevista en CNBC y dijo que "los controles de estímulo ayudarían a la economía a recuperarse por completo".

### Aprobación de la resolución presupuestaria
El Senado de los Estados Unidos votó 50 a 49 para abrir el debate sobre la resolución, que permitiría a los demócratas aprobar el paquete de ayuda sin el apoyo de los republicanos a través del proceso de reconciliación. La Cámara votó 218 a 212 para aprobar la resolución. El 4 de febrero, comenzó una sesión de votación-a-rama y el Senado introdujo enmiendas al paquete de ayuda, incluida una enmienda en una votación de 90 a 10 que brindaría ayuda directa a la industria de restaurantes. La vicepresidenta Kamala Harris emitió un voto de desempate como presidenta del Senado para la aprobación final del proyecto de ley de reconciliación en el Senado, enviándolo a la aprobación de las enmiendas en la Cámara y permitiendo que la redacción del proyecto de ley de alivio comience en los comités. La Cámara aprobó la resolución 219 a 209, siendo Jared Golden el único demócrata que se unió a todos los republicanos.
Una de las muchas enmiendas presupuestarias no vinculantes en la sesión de la votación-a-rama estaba destinada a prohibir que las personas que se encuentran en el país ilegalmente reciban cheques de ayuda por la pandemia. La enmienda recibió críticas de la activista de inmigración progresista Greisa Martínez Rosas y la senadora Mazie Hirono (D-HI). La Casa Blanca declaró más tarde que continuaría apoyando la legislación que otorgaría cheques de estímulo a todas las personas elegibles con números de seguro social.

### Aprobación de la reconciliación
El 8 de febrero, los comités de Servicios Financieros y Educación y Trabajo de la Cámara publicaron un borrador de la legislación de estímulo de USD 1.9 billones. El 11 de febrero, el Comité de Medios adelantó una parte del paquete de ayuda de 1,9 billones. La legislación también fue aprobada por varios otros comités de la Cámara, como Transporte e Infraestructura, Pequeñas Empresas y Asuntos de los Veteranos.
El 19 de febrero se dio a conocer el texto completo del proyecto de ley. Incluyó un aumento en el salario mínimo federal, cheques directos para los estadounidenses que ganan USD 75,000 o menos al año, una extensión de los beneficios federales de desempleo de 400 dólares y más dinero para las pequeñas empresas. El 22 de febrero, el Comité de Presupuesto de la Cámara votó 19 a 16 para promover el proyecto de ley. Al día siguiente, el líder de la mayoría de la Cámara, Steny Hoyer, anunció que la votación en la Cámara se llevaría a cabo ese viernes. El 26 de febrero, la Cámara aprobó el paquete de ayuda de un billón de dólares con una votación de 219 a 212; dos demócratas, Kurt Schrader, de Oregón, y Jared Golden, de Maine, se unieron a todos los republicanos en oposición.
Chuck Schumer adelantó que el Senado aprobaría el proyecto de ley antes del 14 de marzo. El 4 de marzo, Schumer presentó la versión del Senado del proyecto de ley en el pleno, que tenía algunos cambios en el proyecto de ley de la Cámara. El Senado votó 51 a 50 para avanzar en el proyecto de ley y permitir que comenzaran los debates, con Harris emitiendo el voto de desempate. Ron Johnson se opuso a la solicitud de Schumer de omitir la lectura del proyecto de ley, lo que obligó a los secretarios del Senado a leer en voz alta todo el proyecto de ley del Senado de 628 páginas, lo que retrasó el proceso de enmienda del Senado hasta 15 horas. El 5 de marzo, el Senado volvió a reunirse y tuvo 3 horas de debate, y luego pasó a la sesión de "votación-a-rama", donde los senadores tendrían la oportunidad de presentar, debatir y votar enmiendas.
Hubo múltiples enmiendas traídas al pleno del Senado. Bernie Sanders presentó la primera enmienda para aumentar el salario mínimo federal a 15 dólares por hora. Todos los republicanos y ocho demócratas votaron en contra de la enmienda. Después de la votación, Sanders dijo que no estaba sorprendido por el resultado y prometió que los progresistas seguirían luchando en otros frentes para aumentar el salario mínimo. El senador Tom Carper presentó una enmienda que extendería los beneficios de desempleo hasta fines de septiembre pero los reduciría de 400 a 300 dólares. La enmienda tampoco gravaba los primeros 10 200 dólares de beneficio por desempleo. El senador Joe Manchin, un voto clave en el Senado, no estuvo de acuerdo con la enmienda de Carper, lo que detuvo el proceso de enmienda del Senado durante horas mientras sus colegas demócratas y la Casa Blanca lo presionaban para que apoyara la enmienda de Carper. Manchin había señalado inicialmente que apoyaría una enmienda respaldada por el Partido Republicano de Portman para cortar los beneficios de desempleo en julio. Después de horas de negociaciones entre los principales demócratas del Senado y la Casa Blanca, Manchin declaró que respaldaría una versión revisada de la enmienda de Carper, que eliminaría los beneficios de desempleo el 6 de septiembre. La votación final fue de 50 a 49, y el proyecto de ley se envió de regreso a la Cámara para su aprobación final.

#### Salario mínimo
El presidente Biden dudó de que su deseo de aumentar el salario mínimo federal a 15 dólares la hora se incluyera en el paquete final de ayuda por el coronavirus. Biden esperó que las reglas del Senado para la conciliación del presupuesto evitarían que el aumento siguiera adelante. Si bien algunas encuestas indicaban que el apoyo para aumentar el salario mínimo a 15 dólares por hora oscilaba entre el 53 y el 60 %, los senadores demócratas Joe Manchin y Kyrsten Sinema se opusieron a esta disposición y advirtieron que descarrilarían el proyecto de ley por este tema.
El 25 de febrero, el día anterior a la votación de la Cámara de Representantes, la parlamentaria del Senado, Elizabeth MacDonough dictaminó que la propuesta de agregar la provisión de salario mínimo al proyecto de ley de estímulo no era compatible con el proceso de reconciliación presupuestaria del Senado. Pelosi declaró más tarde que la Cámara aún aprobará el proyecto de ley con el aumento del salario mínimo, aunque tendrá que ser enmendado en el proyecto de ley final del Senado para cumplir con la decisión de la parlamentaria. Los demócratas progresistas y los grupos liberales instaron a Harris a invalidar a MacDonough (lo cual tiene el poder constitucional para hacerlo como presidenta del Senado) o a que el liderazgo demócrata del Senado la reemplace (lo que los republicanos hicieron una vez antes, despidiendo a Robert Dove en 2001); sin embargo, no se tomó ningún curso. El 5 de marzo, ocho miembros del Caucus demócrata del Senado se unieron a los 50 senadores republicanos para rechazar una enmienda propuesta por Bernie Sanders para aumentar el salario mínimo.
En un análisis presupuestario publicado en febrero de 2021, la Oficina de Presupuesto del Congreso descubrió que aumentar el salario mínimo a 15 dólares por hora sacaría a 900 000 personas de la pobreza y aumentaría acumulativamente el salario de todas las personas afectadas en USD 333 mil millones, pero también podría aumentar el déficit presupuestario acumulativo durante la próxima década, a USD 54 mil millones y reduzca el empleo en un 0,9 % (1,4 millones de puestos de trabajo) durante cuatro años.
Los senadores republicanos Mitt Romney y Tom Cotton presentaron su propio proyecto de ley, que aumentaría el salario mínimo a 10 dólares, gradualmente hasta 2025. El salario mínimo aumentaría bienalmente con la inflación, indexado al índice de precios al consumidor encadenado. Las empresas también deberían usar el sistema E-Verify para garantizar que los trabajadores que pagan salarios más altos sean inmigrantes legales y elegibles para trabajar. Los trabajadores adultos tendrían que proporcionar una identificación con foto, se incentivaría a los estados a compartir los datos de la licencia de conducir con el sistema y el gobierno federal haría un mayor esfuerzo para bloquear o suspender los números de seguro social mal utilizados.

#### Otras provisiones excluidas
El proyecto de ley aprobado por la Cámara incluía USD 1.5 millones para cubrir las deficiencias operativas en el Puente Internacional Seaway de Nueva York-Ontario (causado por el cierre de fronteras) y USD 140 millones para la extensión del BART de Silicon Valley. Ambas disposiciones fueron eliminadas del proyecto de ley del Senado debido a la oposición republicana.

### Aprobación final

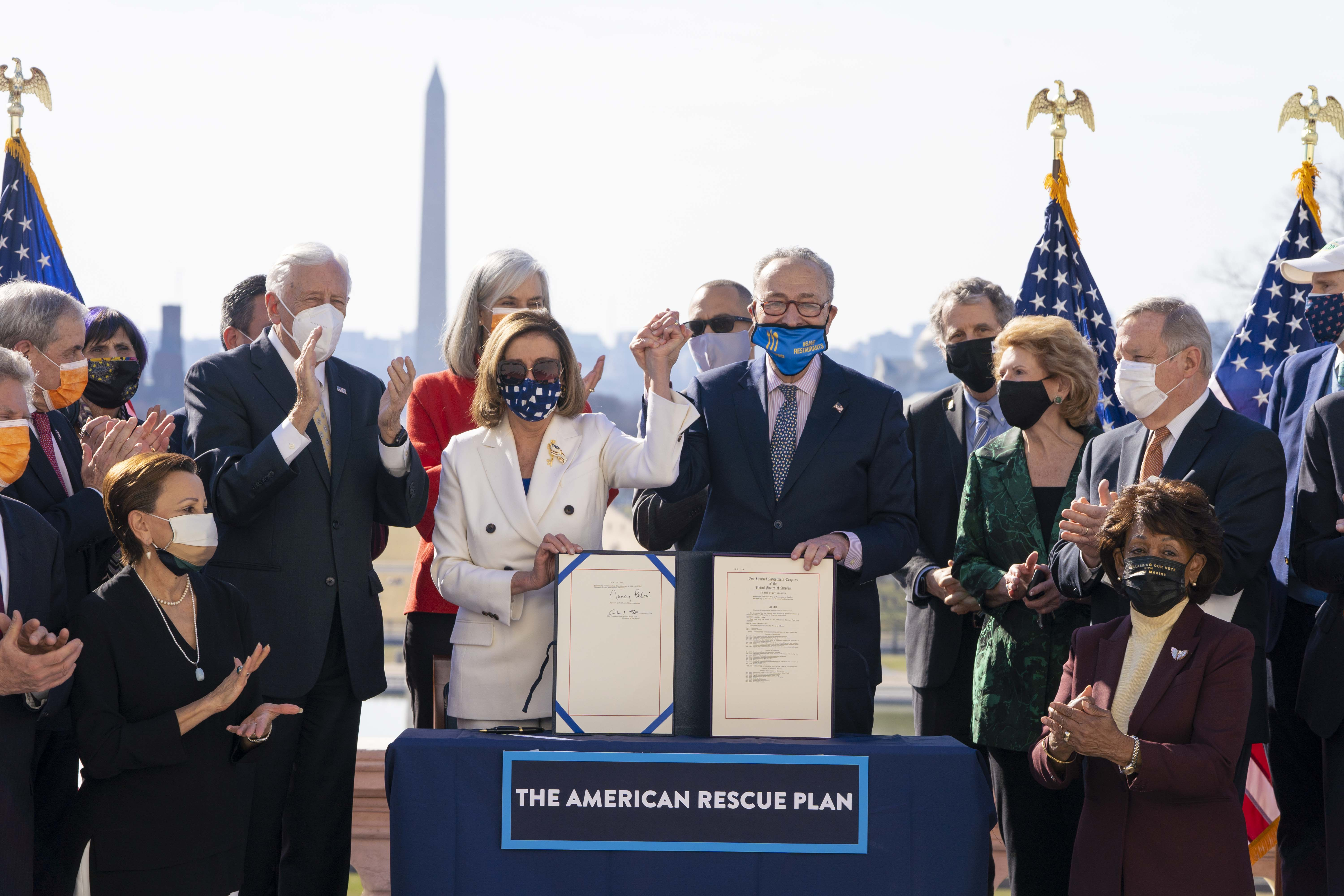
La presidenta de la Cámara de Representantes, Nancy Pelosi (izquierda), y el líder de la mayoría del Senado, Chuck Schumer (derecha), en una ceremonia para celebrar la aprobación del proyecto de ley.

El 10 de marzo de 2021, la Cámara aprobó el proyecto de ley del Senado con una votación casi partidaria (Jared Golden votó en contra) de 220 a 211 (coincidiendo con las enmiendas del Senado), enviando el proyecto de ley al presidente Biden para su firmarlo. Biden firmó el proyecto de ley al día siguiente, el 11 de marzo de 2021. El 15 de marzo de 2021, la Casa Blanca anunció que Gene Sperling supervisará la implementación del proyecto de ley.

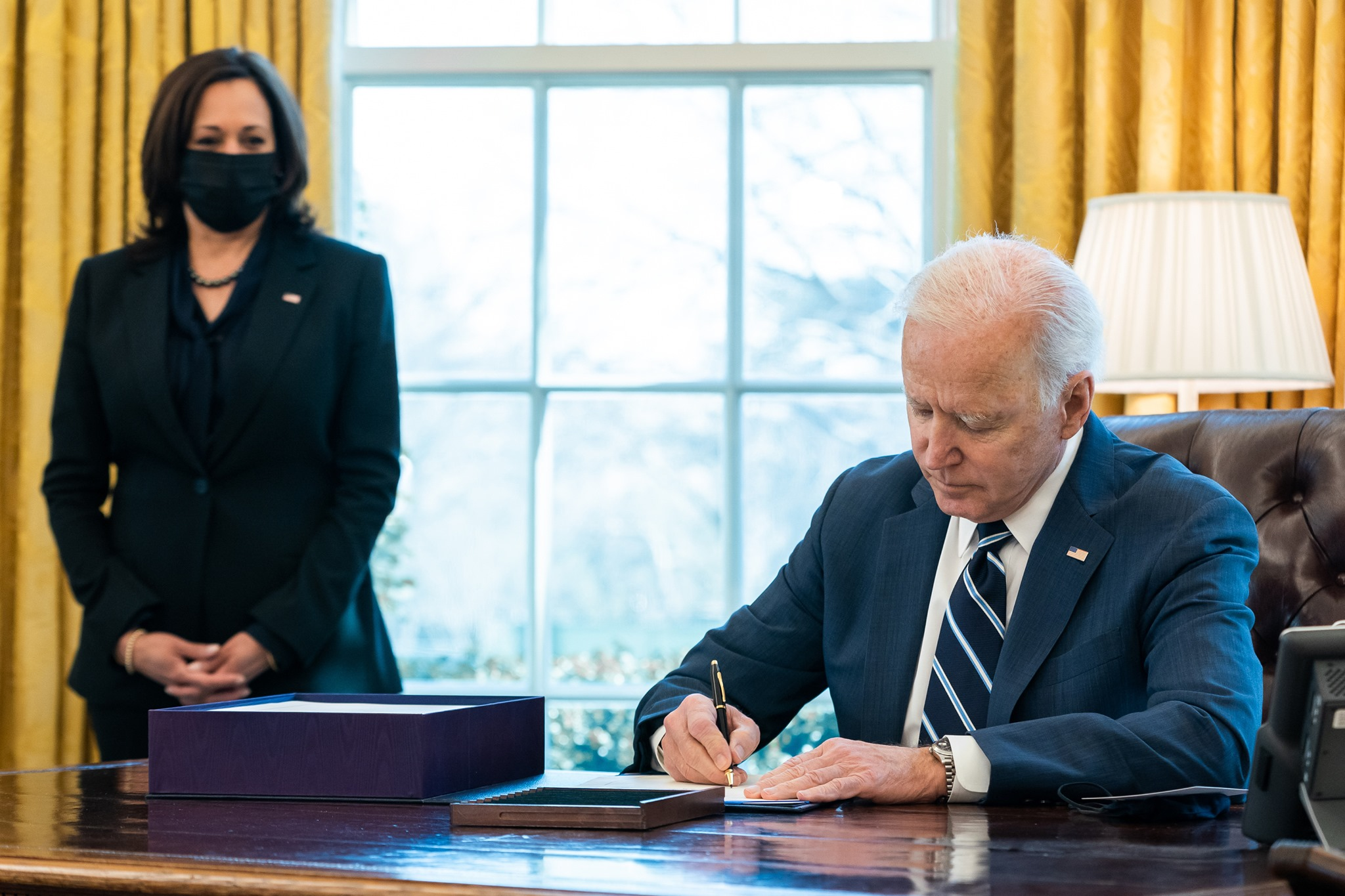
El presidente Joe Biden firma el proyecto de ley.

## Elementos esenciales
La Ley también asigna USD 60 mil millones a los condados y 10 mil millones para un Fondo de Proyectos de Capital de Coronavirus. En cambio, el proyecto de ley aprobado inicialmente por la Cámara habría asignado USD 65 mil millones a los condados y 65 mil millones a los municipios; más bien, se adoptó la fórmula del Senado. Los elementos clave y las disposiciones de la Ley incluyen:

### Empleo
- Extender los beneficios de desempleo ampliados con un suplemento semanal de 300 dólares hasta el día del trabajo (6 de septiembre de 2021), evitando que los beneficios expiren el 31 de marzo;[76][3]
  - La mayoría de los demócratas favorecieron una cantidad más alta (con el proyecto de ley aprobado inicialmente por la Cámara que proporciona un suplemento semanal de 400 dólares) y algunos favorecieron una duración más larga (hasta principios de octubre); sin embargo, el proyecto de ley final contenía una disposición reducida, ante la insistencia del senador Joe Manchin,de Virginia Occidental, y otros demócratas moderados del Senado.[76][53][77]
- La ley hace que los primeros 10 200 dólares en beneficios de desempleo para 2020 no estén sujetos a impuestos para hogares con ingresos inferiores a 150 000, evitando así el riesgo de que muchos trabajadores incurran en una obligación tributaria federal sorpresa;[78]
- USD 1 400 en pagos directos de estímulo económico a individuos;[3][53]
  - Bajo la presión de Manchin, Biden acordó que el pago directo comenzara a eliminarse gradualmente para los contribuyentes de altos ingresos, incluidos algunos que recibieron cheques de estímulo en rondas de estímulo anteriores.[79][78] El beneficio de estímulo comienza a eliminarse paulatinamente para los contribuyentes que ganan 75 000 dólares para individuos, 112 500 para padres solteros y 150 000 para parejas;[76] (los demócratas de la Cámara y Biden habían favorecido límites menos estrictos; el proyecto de ley aprobado inicialmente por la Cámara fijó límites de ingresos de 100 000 dólares para individuos y 200 000 para parejas).[77]
- A diferencia de rondas anteriores de pagos de estímulo, los dependientes adultos elegibles recibirán pagos,[78] incluidos los estudiantes universitarios,[78] los beneficiarios de SSI y los beneficiarios de SSDI;[80]
- Licencia paga de emergencia para más de 100 millones de estadounidenses;[3]
- La Ley proporcionó un crédito fiscal, hasta el 1 de octubre de 2021, a los empleadores que optaron por ofrecer beneficios de licencia por enfermedad pagada y licencia familiar pagada. Sin embargo, la Ley no requería que los empleadores proporcionaran el beneficio, como propuso inicialmente Biden;[77]
- Extiende un aumento del 15 % en los beneficios de cupones para alimentos (el aumento, aprobado en rondas anteriores de estímulo, expiraba a fines de junio de 2021; pero el proyecto de ley lo extendió hasta septiembre de 2021).[77]

### Disposiciones fiscales
- Amplía el crédito tributario por hijos de 2 000 dólares por hijo, al permitir que las familias que califican compensen,[78] para el año fiscal 2021, 3 000 dólares por hijo hasta los 17 años y 3 600 por hijo menor de edad.[78][77] El proyecto de ley amplió el crédito a familias con ingresos muy bajos o sin ingresos imponibles que no calificaban anteriormente debido al requisito de ingresos mínimos, mientras que el tamaño del beneficio disminuirá gradualmente para los contribuyentes solteros que ganan más de 75 000 dólares por año o parejas casadas, ganando más de 150 000 al año;[81]
- Amplía el crédito por cuidado de niños y dependientes al hacer que el crédito sea totalmente reembolsable y aumentar el beneficio máximo a $4,000 para una persona elegible y $8,000 para dos o más personas elegibles;[81]
- Amplía el crédito tributario por ingreso del trabajo eliminando el límite de edad superior y reduciendo el límite de edad inferior a 19 años. El beneficio máximo para adultos que no reclaman un hijo calificado también aumentará a $1,502. Estas disposiciones son solo para 2021. Se hizo un cambio permanente para elevar el límite de ingresos por inversiones de $3,650 a $10,000, indexados además por inflación; y permitir que los adultos con hijos que no califican para reclamar el crédito, lo reclamen solo para ellos;[81]
- La deuda de préstamos estudiantiles condonada queda libre de impuestos, en caso de que Biden o el Congreso decidan cancelar cualquier deuda.[82][83]
  - Reducción del umbral del requisito de presentación de informes (1099-K) para organizaciones de liquidación de terceros (por ejemplo, PayPal) de más de 20 000 dólares y 200 transacciones a más de 600 dólares y sin número mínimo de transacciones, efectivo a partir del año fiscal 2022. Se espera que esto afecte a los trabajadores temporales, contratistas independientes, vendedores ocasionales de eBay, entre otros. Se proyecta que esta enmienda genere USD 8.4 mil millones durante la próxima década;[84]
- Tres aumentos de impuestos a grandes corporaciones e individuos adinerados, recaudando colectivamente USD 60 mil millones en ingresos;[85]
- Subvenciones a pequeñas empresas.[3]

### Ayuda del gobierno estatal, local y tribal
- USD 350 mil millones para ayudar a los gobiernos estatales, locales y tribales a superar los déficits presupuestarios y mitigar el impacto fiscal;[76][75]
- Se asignaría un total de 195 mil millones entre los estados y el distrito de Columbia, y las tribus y territorios se asignarían alrededor de 5 mil millones.[75]

### Educación
- USD 122 mil millones para escuelas K-12,[86] para reabrir de manera segura la mayoría de las escuelas dentro de 100 días;[3][78]
- Casi 40 mil millones de dólares para colegios y universidades.[87]

### Alojamiento
- USD 21,6 mil millones para programas de asistencia de alquiler. Este fondo proporcionará dinero a los gobiernos estatales y locales, que luego otorgarán subvenciones a los hogares elegibles. Estas subvenciones se pueden utilizar para pagar la asistencia de alquiler, así como las tarifas de servicios públicos;[88]
- USD 10 mil millones para el Fondo de Asistencia al Propietario. Este fondo asignará dinero a los gobiernos estatales y locales, que luego otorgarán subvenciones a los propietarios de viviendas para evitar que no cumplan con su hipoteca o ejecuten la hipoteca de su casa. Estas subvenciones también se pueden usar para pagar las primas del seguro contra inundaciones, las tarifas de la HOA, las facturas de servicios públicos y cualquier otro pago necesario para evitar que el propietario pierda su hogar;[88]
- USD 5 mil millones para el Programa de Vales de Elección de Vivienda de la Sección 8. Estos fondos deben destinarse a quienes están o estuvieron recientemente sin hogar, así como a las personas que escapan de la violencia doméstica, la agresión sexual o la trata de personas;[88]
- USD 5 mil millones para apoyar programas estatales y locales para personas sin hogar y en riesgo. Estos fondos se pueden utilizar para asistencia de alquiler, asesoramiento de vivienda y servicios de prevención de personas sin hogar.[88] Además, los gobiernos estatales y locales pueden utilizar estas subvenciones para comprar y convertir propiedades comerciales en refugios permanentes o viviendas asequibles;[89]
- USD 4,5 mil millones para el Programa de Asistencia de Energía para Hogares de Bajos Ingresos, que ayudará a los propietarios de viviendas con los costos de calefacción y refrigeración;[88]
- USD 750 millones para asistencia de vivienda para tribus y nativos hawaianos. Estas subvenciones pueden ser utilizadas por naciones tribales o nativos hawaianos para pagar el alquiler o permanecer alojados;[89]
- USD 500 millones en subvenciones para hogares de bajos ingresos para ayudar con los servicios de agua;[88]
- USD 139 millones para programas de asistencia de vivienda rural;[89]
- USD 120 millones para servicios de asesoramiento de vivienda.[89]

### Disposiciones COVID-19
- USD 50 mil millones a la Agencia Federal para el Manejo de Emergencias para la distribución y asistencia de vacunas.[76] Además, FEMA reembolsará hasta 9 000 dólares por el funeral de una víctima de COVID-19;[90]
- USD 47,8 mil millones en pruebas, mitigación y prevención de la transmisión de COVID-19, incluido el diagnóstico, el rastreo y el monitoreo;[91]
- USD 13,48 mil millones para programas de atención médica del Departamento de Asuntos de Veteranos hasta el 30 de septiembre de 2023;[91]
- USD 10 mil millones bajo la Ley de Producción de Defensa para equipos de protección personal y otros equipos médicos, y para la respuesta a patógenos que podrían convertirse en futuras emergencias de salud pública;[91]
- USD 7,660 millones para programas de fuerza laboral para departamentos de salud pública estatales, locales y territoriales y ciertas organizaciones sin fines de lucro, incluidos fondos para contratar y capacitar a "investigadores de casos, rastreadores de contactos, especialistas en apoyo social, trabajadores de salud comunitarios, enfermeras de salud pública, especialistas en intervención de enfermedades, epidemiólogos, gerentes de programas, personal de laboratorio, informáticos, expertos en comunicación y políticas, y cualquier otro puesto que pueda ser necesario para prevenir, prepararse y responder al COVID-19";[91]
- USD 7,6 mil millones para centros de salud comunitarios y centros de salud calificados federalmente para combatir el COVID-19, incluida la promoción, distribución y administración de la vacuna contra el COVID-19; seguimiento y mitigación de COVID-19; equipo relacionado con COVID-19; y divulgación y educación de COVID-19;[91]
- USD 7,500 millones para los Centros para el Control y la Prevención de Enfermedades (CDC) para la distribución, administración y seguimiento de la vacuna contra el COVID-19,[91] incluida la preparación de centros de vacunación comunitarios y unidades móviles de vacunación y la aceleración del despliegue de vacunas.[3][91] El proyecto de ley financia a 100 000 trabajadores de salud pública para la vacunación y el rastreo de contactos;[3]
- USD 6,050 millones para "gastos relacionados con la investigación, el desarrollo, la fabricación, la producción y la compra de vacunas";[91]
- USD 5,4 mil millones para los Servicios de Salud de la India;[91]
- USD 3,5 mil millones en subvenciones en bloque para los estados, divididas equitativamente entre el programa de Subvención en Bloque para Servicios Comunitarios de Salud Mental y el programa de Subvención en Bloque para el Tratamiento de la Prevención del Abuso de Sustancias;[91]
- USD 1750 millones para secuenciación genómica, análisis y vigilancia de enfermedades;[91]
- USD 1 mil millones para el Departamento de Salud y Servicios Humanos de EE. UU. para programas de confianza en vacunas para aumentar las tasas de vacunación;[91]
- Aproximadamente USD 750 millones en seguridad sanitaria mundial para luchar contra el COVID-19 y otras enfermedades infecciosas emergentes;[91]
- USD 500 millones a la Administración de Alimentos y Medicamentos para evaluar el desempeño de las vacunas y facilitar la supervisión y fabricación de vacunas;[91]
- USD 330 millones para centros docentes de salud con programas de educación médica de posgrado;[91]
- USD 500 millones para los CDC para vigilancia y análisis de la salud pública, incluida una modernización del sistema de alerta de enfermedades de Estados Unidos para predecir los "puntos críticos" de COVID-19 y las amenazas emergentes para la salud pública;[91]
- USD 200 millones para programas de pago de préstamos de enfermería;[91]
- USD 100 millones para el Cuerpo de Reserva Médica;[91]
- USD 100 millones para un programa de educación y capacitación de la fuerza laboral de salud conductual;[91]
- USD 80 millones para capacitación en salud mental y conductual;[91]
- USD 86 mil millones para un paquete de rescate/paquete de rescate para aproximadamente 185 fondos de pensión de múltiples empleadores (generalmente planes de pensión establecidos por un sindicato y la industria) que están cerca de la insolvencia. Los fondos de pensiones cubren colectivamente a 10,7 millones de trabajadores;[92][93]

### Transporte
- USD 30,5 mil millones en subvenciones para agencias de transporte público y trenes suburbanos en todo el país para mitigar las importantes disminuciones en el número de pasajeros y los ingresos por tarifas debido a la pandemia de COVID-19. Esto incluye USD 6 mil millones para la MTA en el área de Nueva York (la agencia de transporte público más grande de Estados Unidos) y USD 1,4 mil millones para WMATA, VRE y MARC en el área de Washington, D. C.;[94]
- USD 15 mil millones para aerolíneas y contratistas de aerolíneas para una tercera extensión del Programa de apoyo a la nómina (que de otro modo habría expirado a fines de marzo de 2021). La extensión evitará la suspensión de más de 27 000 empleados de aviación;[94]
- USD 8 mil millones para aeropuertos estadounidenses;[94]
- USD 2 mil millones para Amtrak;[94]
- USD 10.4 mil millones para agricultura y USDA, de los cuales.[95][96]

### Seguridad cibernética
- USD 1,85 mil millones para fondos de seguridad cibernética como respuesta al hackeo de SolarWinds.[97]

### Cuidado de la salud
- Subvenciona el 100 % de las primas para los beneficiarios de COBRA del 1 de abril al 30 de septiembre de 2021.[98] Debido a estos subsidios, al menos 2,2 millones de personas adicionales se inscribirán en COBRA en 2021;
- Cambios a Medicaid y CHIP;
- Requiere cobertura de vacunas contra el COVID-19, asesoramiento sobre vacunas y tratamiento contra el COVID-19. Amplía las opciones estatales para las pruebas de COVID-19 para personas sin seguro;[99][98]
- Permite que los estados brinden 12 meses de cobertura posparto para las nuevas madres;[98]
- Introducir nuevos incentivos para que los estados amplíen la cobertura de Medicaid.[98]

## Impacto
Las disposiciones de alivio económico del proyecto de ley están dirigidas abrumadoramente a los estadounidenses de bajos ingresos y de clase media, quienes se beneficiarán (entre otras disposiciones) de los pagos directos, la expansión del proyecto de ley de créditos fiscales para personas de bajos ingresos, subsidios para el cuidado de niños, asistencia médica ampliada, acceso a seguros, extensión de beneficios de desempleo ampliados, cupones de alimentos y programas de asistencia de alquiler. El proyecto de ley contiene poca ayuda directa para las personas con altos ingresos, que en gran medida conservaron sus trabajos durante el impacto económico de COVID-19 y reforzaron sus ahorros. La administración de Biden elaboró el plan en parte porque es más probable que la ayuda económica a los estadounidenses de ingresos bajos y medianos (que tienen más probabilidades de gastar fondos de inmediato en facturas, comestibles y costos de vivienda para evitar el desalojo o la ejecución hipotecaria) estimule la economía de los Estados Unidos que la ayuda a las personas con mayores ingresos (que tienen más probabilidades de ahorrar el dinero). El Instituto de Política Tributaria y Económica descubrió que los pagos directos del proyecto de ley de estímulo, la expansión del crédito fiscal por hijos y la expansión del crédito fiscal por ingreso del trabajo aumentarían los ingresos de la quinta parte más pobre de los estadounidenses en casi 3 590 dólares. La Oficina de Presupuesto del Congreso estimó que el aumento del proyecto de ley en los subsidios al seguro de salud llevaría a 1,3 millones de estadounidenses que anteriormente no tenían seguro a obtener cobertura de seguro de salud.
Un análisis realizado por el Centro de Pobreza y Política Social de la Universidad de Columbia estimó que la propuesta de estímulo original reduciría la pobreza general de Estados Unidos en un tercio, reduciría la pobreza infantil en un 57,8 % y reduciría la tasa de pobreza de los adultos en más del 25 %. Sin embargo, estas estimaciones se basaron en parte en un aumento del salario mínimo que no se incluyó en el proyecto de ley final, lo que significa que los efectos sobre la pobreza pueden ser notablemente diferentes de los previstos en ese estudio.
El Centro de Política Fiscal escribió que, para los hogares que ganan menos de 25 000 dólares, el proyecto de ley reduciría sus impuestos en un promedio de 2 800 dólares, lo que aumentaría sus ingresos después de impuestos en un 20 %. Además, los hogares de bajos ingresos con niños verían un recorte de impuestos promedio de alrededor de 7 700 dólares, y esto aumentaría sus ingresos en un 35 %. Los hogares de ingresos medios también verán un recorte de impuestos promedio de alrededor de USD 3 350, y esto aumentaría sus ingresos en un 5,5 %. En general, alrededor del 70 % de los beneficios fiscales del proyecto de ley se destinarán a los hogares que ganen menos de 91 000 dólares.

### Impacto inflacionario
Los comentaristas en la prensa  han dicho que la Ley del Plan de Rescate Estadounidense de 2021 probablemente ha contribuido a la inflación  —percibida en forma de precios más altos— experimentada en los Estados Unidos en 2022.
Un estudio de marzo de 2022 publicado por el Banco de la Reserva Federal de San Francisco estimó que las medidas de apoyo fiscal diseñadas para contrarrestar la gravedad del efecto económico de la pandemia (es decir, el Plan de Rescate Estadounidense) pueden haber aumentado la inflación alrededor de 3 puntos porcentuales para fines de 2021 y señaló que al mismo tiempo, estas medidas pueden haber evitado "una deflación absoluta y un crecimiento económico más lento, cuyas consecuencias habrían sido más difíciles de manejar".
El ganador del Premio Nobel de economía, Paul Krugman admitió en un artículo de opinión para el New York Times en julio de 2022 que se encontraba entre muchos economistas que no previeron ningún riesgo de inflación debido al Plan de Rescate Estadounidense, pero que resultó estar equivocado al respecto.

## Respuesta

### Congreso
En un Congreso profundamente polarizado, el paquete de ayuda recibió el apoyo de los demócratas y la oposición de los republicanos, pasando por votos de línea partidaria. Algunos progresistas demócratas de la Cámara expresaron su decepción con algunos cambios en el paquete de ayuda realizado en el Senado (como la eliminación del salario mínimo de 15 dólares) para ganar el apoyo demócrata moderado, pero continuaron apoyando el paquete.
Los republicanos del Congreso se opusieron al proyecto de ley, afirmando que era inasequible, y alegando falsamente que el proyecto de ley solo beneficiaba a los estados liderados por los demócratas. Aunque no solo beneficia a aquellos estados, el 61 % de la ayuda se destinaría a los estados que votaron por Biden en noviembre de 2020. El secretario del Tesoro durante la presidencia de Bill Clinton y presidente de la Universidad de Harvard, Lawrence Summers calificó el proyecto de ley como “la política macroeconómica menos responsable que hemos tenido en los últimos 40 años”, y argumentó que había un tercio de posibilidades de que la inflación se acelerara y que la Reserva Federal "pisara el freno", desestabilizando los mercados y hundiendo la economía al borde de una recesión. Summers vio el aumento del IPC del 5,4 % como evidencia de que sus críticas tenían algún mérito. Al año siguiente, los medios se dieron cuenta de que Summers tenía razón sobre la inflación generada por el proyecto de ley de Biden, que subió a los niveles más altos en exactamente 40 años, como se cita, pero esperaban que aún se demostrara que Summers estaba equivocado en su especulación de que la Fed daría lugar a una recesión.
Muchas de las disposiciones del proyecto de ley también se incluyeron en la legislación de estímulo aprobada con el apoyo de los republicanos bajo la administración de Trump, lo que dificulta que los republicanos se opongan a ellas. Después de que el Congreso aprobara el proyecto de ley, el senador por Misuri, Roger Wicker destacó en las redes sociales que el proyecto de ley otorgó USD 28.6 mil millones de "alivio específico" para "operadores de restaurantes independientes" para "sobrevivir a la pandemia". En esa publicación en las redes sociales, Wicker no mencionó que, de hecho, había votado en contra del proyecto de ley. La representante por Nueva York, Nicole Malliotakis votó en contra del proyecto de ley, pero después de su aprobación promocionó aspectos de la legislación como uno de sus "logros".

### Joe Biden
El presidente Joe Biden abogó por acelerar el paquete de estímulo con un apoyo bipartidista óptimo. A principios de febrero de 2021, Biden criticó a los republicanos por no buscar un compromiso bipartidista sobre un proyecto de ley de ayuda final y dijo que los republicanos estaban obstruyendo deliberadamente su propuesta. En ese momento, Biden se mostró abierto a aprobar la legislación sin el apoyo de los republicanos en el Congreso. Biden declaró que no podía, "en buena conciencia", hacer concesiones a los republicanos que, según dijo, proponían "no hacer nada o no hacer lo suficiente", ya que los republicanos se quejan de que Biden está abandonando sus promesas sobre el bipartidismo y la unidad. Además, Biden señaló que "de repente, muchos de ellos han redescubierto la moderación fiscal y la preocupación por los déficits", mientras que en la administración de Trump, los republicanos habían aprobado billones de dólares en recortes de impuestos y principalmente ayuda corporativa para la crisis del coronavirus., agregando billones de dólares a la deuda nacional sin muchas reservas.

### Otras reacciones
Alcaldes republicanos como Jerry Dyer, de Fresno; Francis X. Suarez, de Miami; David Holt, de Oklahoma City y Betsy Price, de Fort Worth, Texas, expresaron su apoyo al plan. Dyer le dijo al Washington Post que "no es un problema republicano o demócrata. Es un problema de salud pública. Es un tema económico. Y es un problema de seguridad pública".
Más de 150 directores ejecutivos de las principales empresas expresaron su apoyo al plan de estímulo de Biden en una carta e instaron al Congreso a aprobarlo.
Varios observadores han señalado que el estímulo aumenta en gran medida el papel del gobierno en la lucha contra la pobreza en los Estados Unidos, en un grado no visto desde la Gran Sociedad de Lyndon B. Johnson en la década de 1960; en consecuencia, algunos lo han visto como una evidencia de que Estados Unidos se está moviendo hacia la socialdemocracia y alejándose del consenso de "el gobierno es el problema" vigente desde la década de 1980.
Dave Yost, el fiscal general republicano de Ohio, demandó a la administración de Biden por la disposición de la Ley que crea un fondo de USD 350 mil millones para ayudar a los gobiernos estatales y locales a pagar a los socorristas y otros gastos relacionados con el COVID-19. La Ley establece que un estado no puede usar el dinero de la ayuda federal para compensar la pérdida de ingresos netos si un estado decide implementar nuevos recortes de impuestos estatales. La demanda de Yost afirma que esta limitación coacciona a los estados e infringe su "autoridad soberana para establecer la política fiscal estatal".

### Opinión pública
El plan de estímulo contó con un amplio apoyo público. Una encuesta de Newsweek/Harris X del 11 de febrero mostró que el 60 % de los votantes republicanos expresaron su apoyo al plan de estímulo y una encuesta de la Universidad de Quinnipiac encontró que el 68 % de los estadounidenses lo apoyan. Una encuesta de Morning Consult/Politico mostró que el 76 % de los votantes, incluido el 60 % de los republicanos y el 89 % de los demócratas, apoyaron el proyecto de ley. Una encuesta de la Universidad de Monmouth encontró que el 62 % de los estadounidenses aprueba el paquete de estímulo, con el 92 % de los demócratas, el 56 % de los independientes y el 33 % de los republicanos apoyando la legislación. CBS News publicó una encuesta el 12 de marzo que mostró que el 75 % de los estadounidenses aprobaron el proyecto, incluido el 77 % de los independientes, el 46 % de los republicanos y el 94 % de los demócratas. En una encuesta realizada por Data for Progress y Vox, alrededor del 31 % de los votantes republicanos cree que su partido respalda la legislación, y el 53 % cree que no.